# Melozone kieneri
Toqui-de-nuca-ruiva ou toqui-de-coroa-ferrugínea (Melozone kieneri) é uma espécie de ave da família Passerellidae.
É endémica do México.
Os seus habitats naturais são: florestas secas tropicais ou subtropicais , matagal tropical ou subtropical de alta altitude e florestas secundárias altamente degradadas.